# Sweet 75
Sweet 75 foi uma banda norte-americana formada por Krist Novoselic em 1994 após a morte do membro da banda Nirvana Kurt Cobain. A banda lançou um álbum homônimo em 1997, antes de se separarem em 2000.

## Integrantes
- Krist Novoselic (guitarra, acordeom)
- Yva Las Vegas (contrabaixo, Vocais)
- Bobi Lore (bateria)
- Bill Rieflin (bateria)
- Adam Wade (bateria)
- Gina Mainwal (bateria)

## Discografia

### Álbums
- Sweet 75 (1997), DGC

### Singles
- "Lay Me Down" (1997)